# Coronamedusae
Coronamedusae is een onderklasse binnen de stam van de Cnidaria (neteldieren).

## Orde
- Coronatae